# Amenemhat I
Amenemhat I, hay Amenemhet I, là vị pharaon đầu tiên của Vương triều thứ 12 của Ai Cập cổ đại vào thời Trung Vương quốc. Amenemhat I là Tể tướng dưới triều vua Mentuhotep IV và sau khi Mentuhotep IV băng hà mà không có con, Amenemhat lên ngôi rồi cai trị từ khoảng 1991-1962 TCN.
Amenemhat I có lẽ là vị tể tướng có tên là Amenemhat, người đã lãnh đạo một cuộc viễn chinh đến Wadi Hammamat dưới vương triều vị vua tiền nhiệm Mentuhotep IV, và có thể đã lật đổ ông này. Nhiều học giả không tán thành với giả định Mentuhotep IV đã bị Amenemhat I sát hại, nhưng họ lại không có bằng chứng độc lập nào để bác bỏ giả thuyết này và thậm chí có thể chỉ ra được một khoảng thời gian đồng nhiếp chính giữa vương triều của họ.
Amenemhet I không thuộc dòng dõi hoàng tộc, và với một số tác phẩm văn học được sáng tác (Lời tiên tri của Neferti,  Lời chỉ dạy của Amenemhat ), và trong kiến trúc việc tái dựng lại khu phức hợp kim tự tháp theo phong cách của những vị vua vương triều thứ 6 thường được coi là các nỗ lực của ông nhằm hợp pháp hóa quyền lực của mình. Amenemhat I đã chuyển kinh đô từ Thebes tới Itjtawy và được an táng ở el-Lisht.

## Đầu vương triều
Có một số bằng chứng cho thấy rằng giai đoạn đầu vương triều của Amenemhat I đã bị vây quanh với sự bất ổn chính trị, như được chỉ ra từ các chữ khắc của Nehri, một viên thống đốc địa phương. Đã có một số trận hải chiến diễn ra trong giai đoạn này và với sự trợ giúp từ Khnumhotep I, đồng minh thân cận với Amenemhat I, nhà vua đã giành được chiến thắng. Sau đó, Khnumhotep được bổ nhiệm làm một thống đốc quan trọng tại Beni Hasan, và ông ta đã sáng lập một vương triều thống đốc địa phương tại đó. Cháu nội của ông ta là Khnumhotep III.
Trong những dòng chữ khắc khác của mình, Khnumhotep còn đề cập đến những chiến dịch quân sự chống lại người châu Á và Nubia.

## Tên gọi
Tên tuổi của Amenemhat I còn gắn kết với một trong hai sebayt hoặc "giáo huấn" đạo đức cho các quốc vương Ai Cập, tiêu đề Lời chỉ dạy của Amenemhat, mặc dù vậy ngày nay người ta nghĩ rằng nó được sáng tác bởi một quan ký lục theo lệnh của nhà vua.
Tên Horus của Amenemhat, Wehemmesu, có nghĩa là sự phục hưng hoặc tái sinh, là một ám chỉ đến giai đoạn Cổ Vương quốc, mà các biểu tượng văn hóa và hình mẫu (chẳng hạn như các kim tự tháp và hoa văn nghệ thuật thời Cổ Vương quốc) đã được các vị vua Vương triều thứ mười hai tích cực noi gương sau khi kết thúc. Sự thờ cúng các vị vua cũng được đẩy mạnh trong thời gian này, và chính quyền trung ương dần trở lại sự ổn định và tập trung nhiều quyền lực hơn.

## Triều đình hoàng gia
Viên tể tướng của ông vào thời kì đầu là Ipi, vào cuối vương triều chức vụ này do Intefiqer đảm trách. Hai viên quan coi quốc khố dưới vương triều vị vua này là: Ipi và Rehuerdjersen. Hai đại thần khác, Meketre và Sobeknakht, hiện vẫn chưa được xác định.

## Kim tự tháp

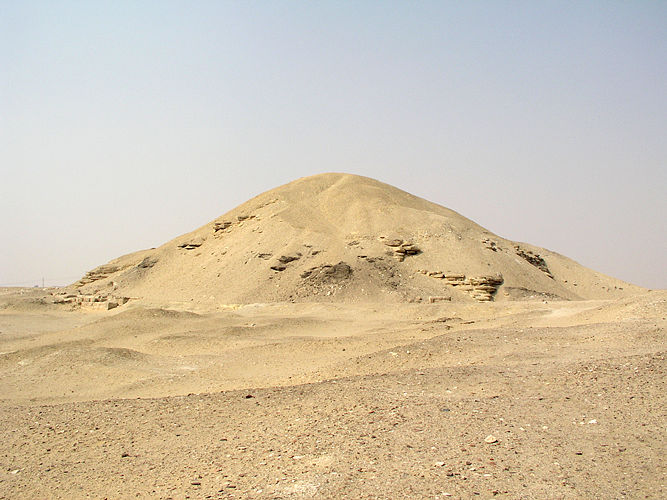
Kim tự tháp Amenemhat I ở el-Lisht, đã bị sụp đổ

Kim tự tháp của ông đã được xây dựng theo phong cách của các kim tự tháp vương triều thứ 5 và thứ 6 đó là một lõi thô được phủ một lớp vỏ đá vôi mịn.

"Phần lõi của kim tự tháp được tạo thành từ các khối đá vôi thô nhỏ với một đống lùng nhùng đầy cát, mảnh vỡ và gạch bùn. Có lẽ điều đáng chú ý nhất là nó bao gồm những mảnh vỡ từ các bức phù điêu trang trí từ thời Cổ Vương quốc. Phần lớn trong số đó đến từ hệ thống các kim tự tháp và đền thờ, trong đó có Khufu. Các khối đá granite từ phức hợp của Khafre tạo thành một lớp bờ và ngăn chặn sự sụp xuống của kim tự tháp Amenemhat I. Chúng ta chỉ có thể kết luận rằng chúng đã được lựa chọn tại Saqqara và Giza rồi đưa đến Lisht để kết hợp vào kim tự tháp nhằm tạo hiệu hứng tinh thần từ chúng".

Khi lớp đá vôi ngoài cùng bị lấy đi, phần lõi đã sụp đổ. Kim tự tháp này và khu đền thờ của nó sau đó đã được sử dụng như một nguồn nguyên liệu cho lò đốt vôi vì vậy chỉ một phần nhỏ vẫn còn lại cho tới ngày hôm nay.
Các kim tự tháp thời kỳ Trung Vương Quốc được xây dựng gần với sông Nile hơn và căn phòng mai táng của Amenemhet I hiện nay đã nằm dưới mực nước sông Nile. Khu phức hợp còn có một bức tường bao bên trong xây bằng đá vôi và một bức tường bao bên ngoài bằng gạch bùn; các thành viên của hoàng tộc đã được chôn cất giữa hai bức tường này. Có một số ngôi mộ mastaba nằm giữa các bức tường và 22 nơi mai táng khác ở phía tây của kim tự tháp.
Con trai của ông, Senusret I, cũng tiếp bước theo ông xây dựng kim tự tháp của ông ta nhưng cháu nội ông, Amenemhat II, đã phá vỡ truyền thống này.

## Vụ ám sát
Hai tác phẩm văn học có niên đại từ cuối vương triều đã tạo nên cho bức tranh tổng thể về cái chết của Amenemhat I. Trong Lời chỉ dạy của Amenemhat, nhà vua quá cố đã khuyên bảo cho con trai của mình thông qua một giấc mơ. Trong đoạn văn mà ông cảnh báo Senusret I không được quá thân thiết đối với thần dân của mình, ông đã kể câu chuyện về cái chết của chính mình như là một minh chứng: